# Wetteren

Wetterens vapen

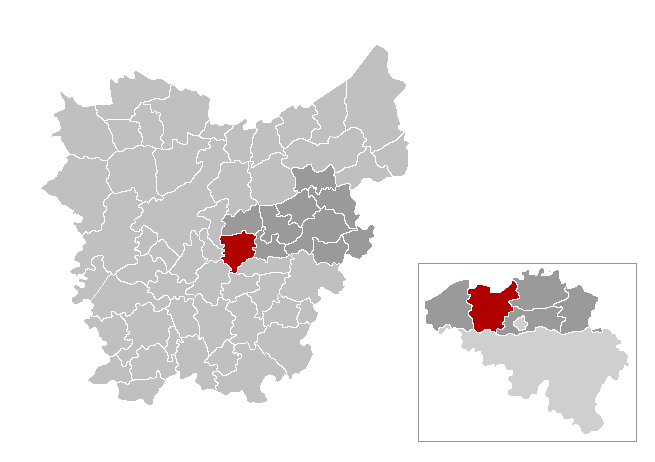
Wetterens läge inom provinsen Östflandern

Wetteren är en kommun i provinsen Östflandern i regionen Flandern i Belgien. Wetteren hade 23 414 invånare per 1 januari 2008.